# Disney Cinemagic
Disney Cinemagic je filmový kanál. Je k dispozici na Sky Digital, Tiscali TV a Virgin Media. Kanál se poprvé objevil 16. března 2006, ale oficiálně byl spuštěn 19. března 2006 v 17:00, ostatní verze ale až později. Vysílá v Anglii, Francii, Německu a Itálii. V roce 2010 se plánuje verze i pro Polsko.

## Informace o Disney Cinemagic
Disney Cinemagic vysílá premiéry filmů každou neděli a starší filmy zahrnuje v normálním vysílání, obvykle až čtyři denně. Vysílají se i starší pohádky z produkce Disney, které jsou buď kreslené, nebo i hrané. Do vysílání ale zahrnuje i normální kreslené seriály, jak třeba Lilo & Stitch nebo Mickeyho Klubík.

## Pořady
Seriály:
- Archives of Classic Disney Cartoon
- Novější Disney Cartoons & Skeče
- Disney House of Mouse
- Timon a Pumbaa
- Knihy džunglí, vzpomínky na dětství
- Duck Tales
- Lilo & Stitch: Seriál
- Císař ve škole
- Nika
- Hercules
- Aladdin
- 101 Dalmatians: The Series
- Malá mořská víla
- The Legend of Tarzan

Filmy:
- Bambi 2
- 1 Letopisy Narnie: Lev, čarodějnice a skříň
- Babysittor
- Děti kapitána Grant
- Domů na Range
- Lady a Tramp 2: Scamp
- Tarzan 2
- Chicken Little
- Dobrodružství Prasátko
- Medvídek Pú 2: The Great Journey
- Adventures of Bernard a Bianca
- Brother Bear
- 1001 ft
- Anastazie